# Kriegervase

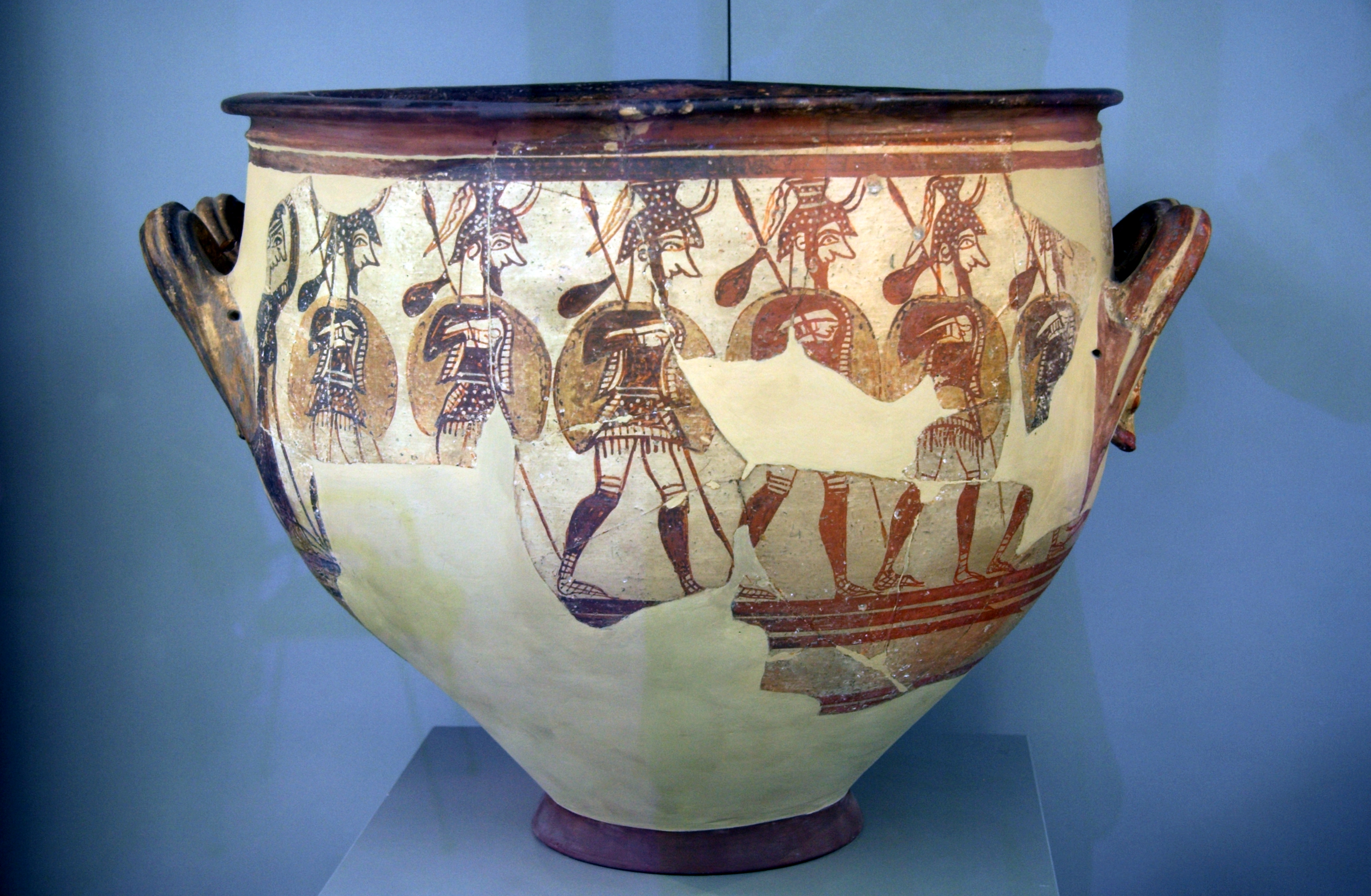
Kriegervase aus Mykene, Vorderseite

Die sogenannte Kriegervase (auch: Kriegervase aus Mykene) entstammt der Spätphase der Mykenischen Kultur. Das in die Zeit um 1100 v. Chr. (Phase SH III C mittel) datierte Gefäß befindet sich heute im Archäologischen Nationalmuseum in Athen (NAMA) mit der Inventarnummer 1426. Sie wurde im danach benannten „Haus des Kriegerkraters“ in Mykene ausgegraben und ist dank ihres guten Erhaltungszustands und der Vollständigkeit der figürlichen Dekoration das bekannteste Stück der mykenischen Keramik.
Es handelt sich um einen großen Krater. Die Bemalung ist in schwarzbraunem und rotem Schlicker auf hellbrauner, polierter Oberfläche ausgeführt, Details wurden zusätzlich in matter gelber Farbe hervorgehoben. Auf beiden Seiten sind Kriegerszenen dargestellt. Auf der Vorderseite wird ein Zug Bewaffneter dargestellt. Sie schreiten nach rechts in einer langen Reihe. Sie sind vollständig gerüstet mit Helm, Brustpanzer, Beinschienen, und tragen Schild und Speer. An den Speeren sind kleine Beutel angebunden. Hinter ihnen steht eine Frau, die sich mit erhobener Hand von den offensichtlich in den Krieg ziehenden Soldaten verabschiedet. Auf der Rückseite sind ebenfalls gerüstete, aber anders geformte Helme tragende Krieger abgebildet, die Speere schwenken. Die beiden Doppelhenkel des Gefäßes laufen jeweils mittig in ein Stierkopfrelief (Bukranion) zusammen. Unterhalb der Henkel sind jeweils zwei Vögel zu sehen.